# Відпочинок пілігримів
«Відпочи́нок пілігри́мів» — родовище розсипного золота на сході Трансвааля. Знайдене під час «золотих лихоманок» у 1870 р. Знаходилося поблизу Лейденбурга. Розроблялося й повністю вичерпалося протягом трьох років 1870–1873. У 1882 р. недалеко від родовища «Відпочинок пілігримів» у межиріччі рік Коматі й Крокодилової було знайдене багате жильне золото й закладено рудник «Золотий кар'єр», який давав рекордний вміст золота на тонну (150 — 210 г).